# Libyogomphus emiliae
Libyogomphus emiliae is een echte libel (Anisoptera) uit de familie van de rombouten (Gomphidae).
De soort staat op de Rode Lijst van de IUCN als niet bedreigd, beoordelingsjaar 2015.
De wetenschappelijke naam van de soort werd in 1992 als Onychogomphus emiliae gepubliceerd door Jean Legrand. De typelocatie is Makokou, Mpassa, in Oost-Gabon. De soort is vernoemd naar Emilie Legrand, de jongste dochter van de auteur.